# Стриджо, Алессандро (младший)
Алессандро Стриджо (младший) (итал. Alessandro Striggio, ок. 1573, Мантуя — 6 июня 1630, Венеция) — итальянский либреттист, сын композитора Алессандро Стриджо (старшего).

## Биография
Известен благодаря дружбе с композитором Клаудио Монтеверди. Написал либретто к первой опере Монтеверди «Орфей» (1607 год), ставшей важнейшей вехой в истории жанра, к пасторальному балету «Тирсис и Хлора» и др. До 1634 года Стриджо состоял с Монтеверди в переписке, благодаря которой историкам известны детали биографии композитора. Служил в Мантуе при дворе герцогов Гонзага, был пожалован дворянским титулом. Умер от чумы во время дипломатической миссии в Венеции.